# Sinalefa
La sinalefa és un fenomen fonètic pel qual dues vocals en contacte situades l'una al final d'un mot i l'altra al començament del mot següent, es fusionen en una sola síl·laba. Exemples: no hi ha pa formem el diftong ['no'ja'pa], no ho obris sona ['no'wɔβɾis]. En un poema la sinalefa esdevé una sola síl·laba, així que es compten dues vocals com una de sola. Quasi tots els poemes contenen sinalefes que modifiquen la mètrica. No obstant això, un poeta pot decidir no aplicar-les, segons la intenció del poema. Per tant, si en una estrofa es dona el cas que tots els versos tenen una sinalefa o elisió, l'autor determina la mètrica del poema. Si l'autor no indica la mètrica es considera una rima incògnita i, per tant, no es podria establir la mètrica exacta del poema. De la mateixa manera, hom pot indicar que una sinalefa s'ha de separar. Tanmateix, la sinalefa no té importància a l'hora de comptar sil·labes.
Exemple ha arribat.
Les dues vocals marcades formen la sinalefa.